# Nguyễn Văn Khoi
Nguyễn Văn Khoi (nascido em 1935) é um ex-ciclista olímpico vietnamita. Văn Khoi representou seu país nos Jogos Olímpicos de Verão de 1964.